# Johann Nikolaus Götz

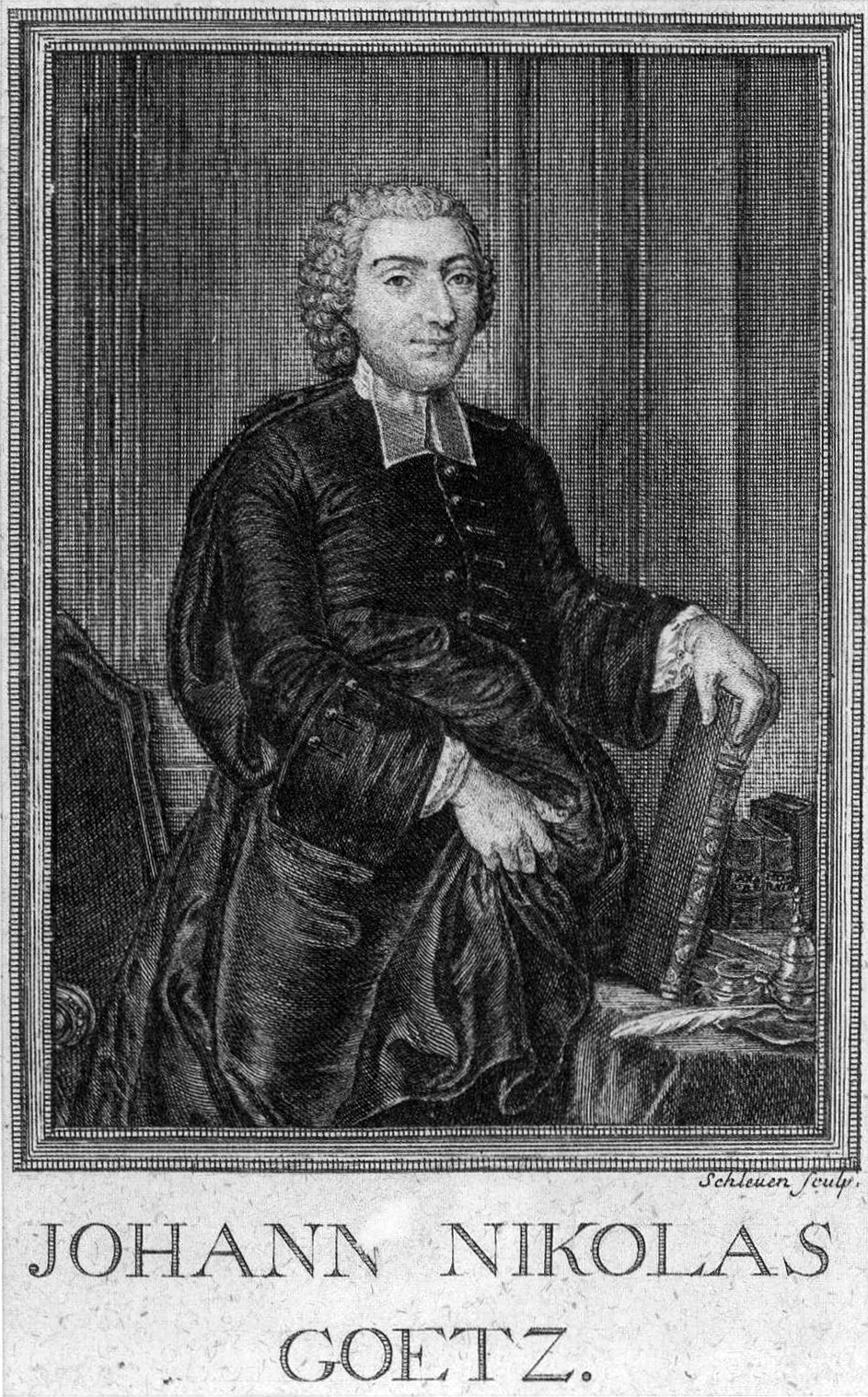
J. N. Götz als Pfarrer um 1750

Johann Nikolaus Götz (* 9. Juli 1721 in Worms; † 4. November 1781 in Winterburg bei Kreuznach) war ein deutscher Geistlicher, Schriftsteller und Übersetzer. Er gilt als Vertreter der deutschen Anakreontik.

## Leben

### Herkunft, Bildungsgang

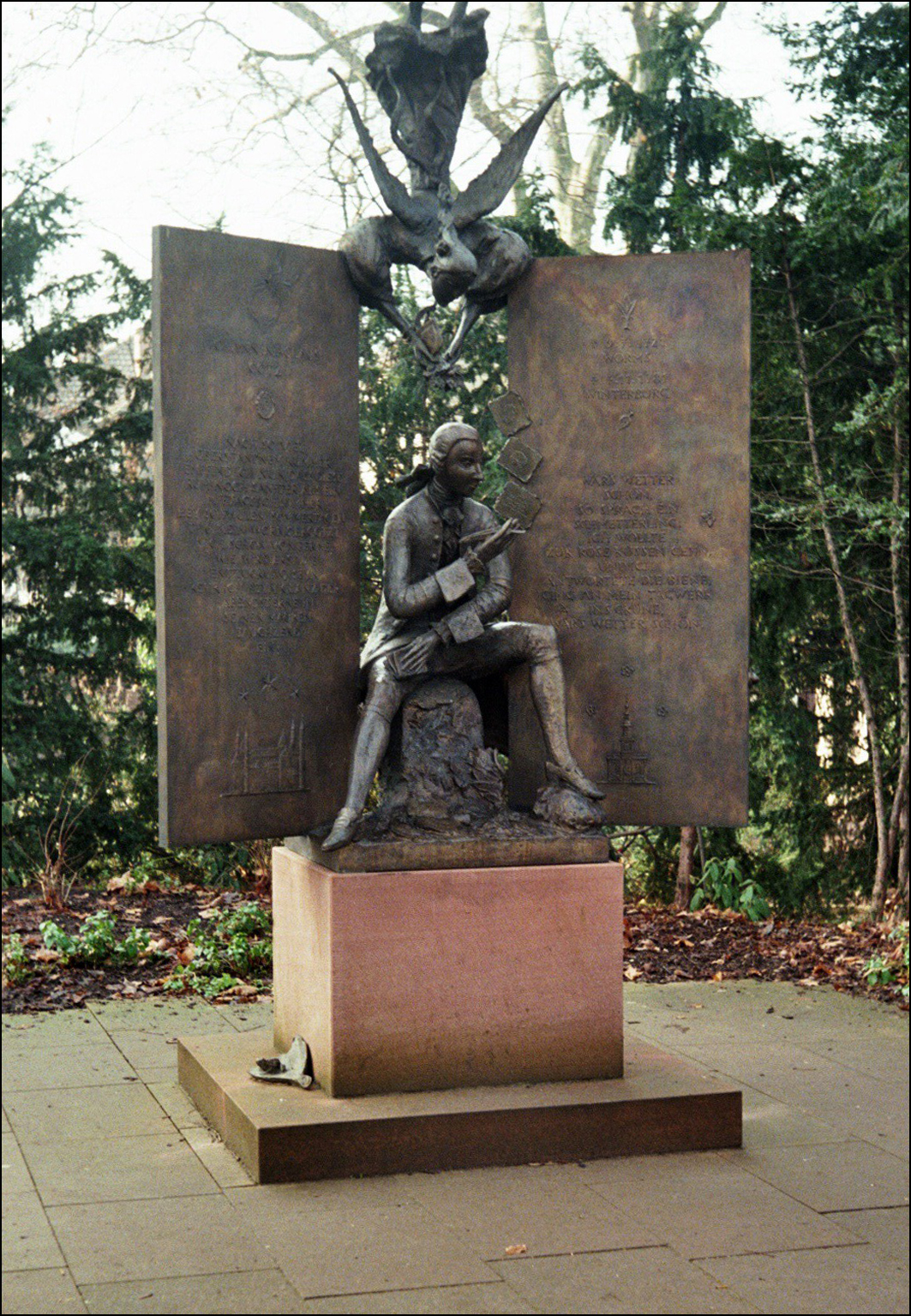
Denkmal für Johann Nikolaus Götz, Heylshof-Park, Worms, geschaffen von Heinrich Apel

Götz stammte aus einem lutherisch-evangelischen Pfarrhaus in Worms, wo er ab 1731 das Gymnasium besuchte. Nach dem Abitur studierte er 1739–1742 in der preußischen Universitätsstadt Halle (Saale) Philosophie (Alexander Gottlieb Baumgarten, Georg Friedrich Meier, Christian Wolff), Griechisch und Hebräisch (Michaelis sen. und jun.) und Theologie (Siegmund Jakob Baumgarten, Andreas Weber, Johann Friedrich Stiebritz und Johann Georg Knapp), wo er mit seinen Studienfreunden Johann Wilhelm Ludwig Gleim und Johann Peter Uz den sog. zweiten Halleschen Dichterkreis bildete und anderthalb Jahre lang als Präzeptor am Francke’schen Waisenhaus tätig war; die literarische und menschliche Verbindung zu Gleim und Uz blieb lebenslang erhalten, auch über große Entfernungen.

### Hauslehrer, Auslandsaufenthalte
Nach dem Studium erhielt Götz im Jahre 1742 auf Empfehlung seines akademischen Lehrers Alexander Gottlieb Baumgarten eine Stelle als Hauslehrer im kurz zuvor preußisch gewordenen Emden in der Familie des Obersten Ernst Georg von Kalckreuth (1690–1763) und war dort unter anderen für die Erziehung des jungen Grafen Wilhelm Heinrich Adolf von Kalckreuth zuständig. Nach der gesundheitsbedingten Rückkehr nach Worms wurde er 1744 im lothringischen Forbach Schlossprediger und Hofmeister bei der Witwe des Generalgouverneurs des Herzogtums Zweibrücken, Henning von Stralenheim, deren Enkel er erzog und die er 1746 auf die Ritterakademie (Adelsschule) in Lunéville begleitete. Dort kam er mit der geistigen Atmosphäre am Hof des lothringischen Herzogs Stanislaus I. Leszczyński in Berührung, unter anderem mit Voltaire, und entwickelte seine Vorliebe für die französische Sprache und Literatur, gerade auch in ihren Kleinformen.

### Feldprediger, Pfarrstelle, Heirat

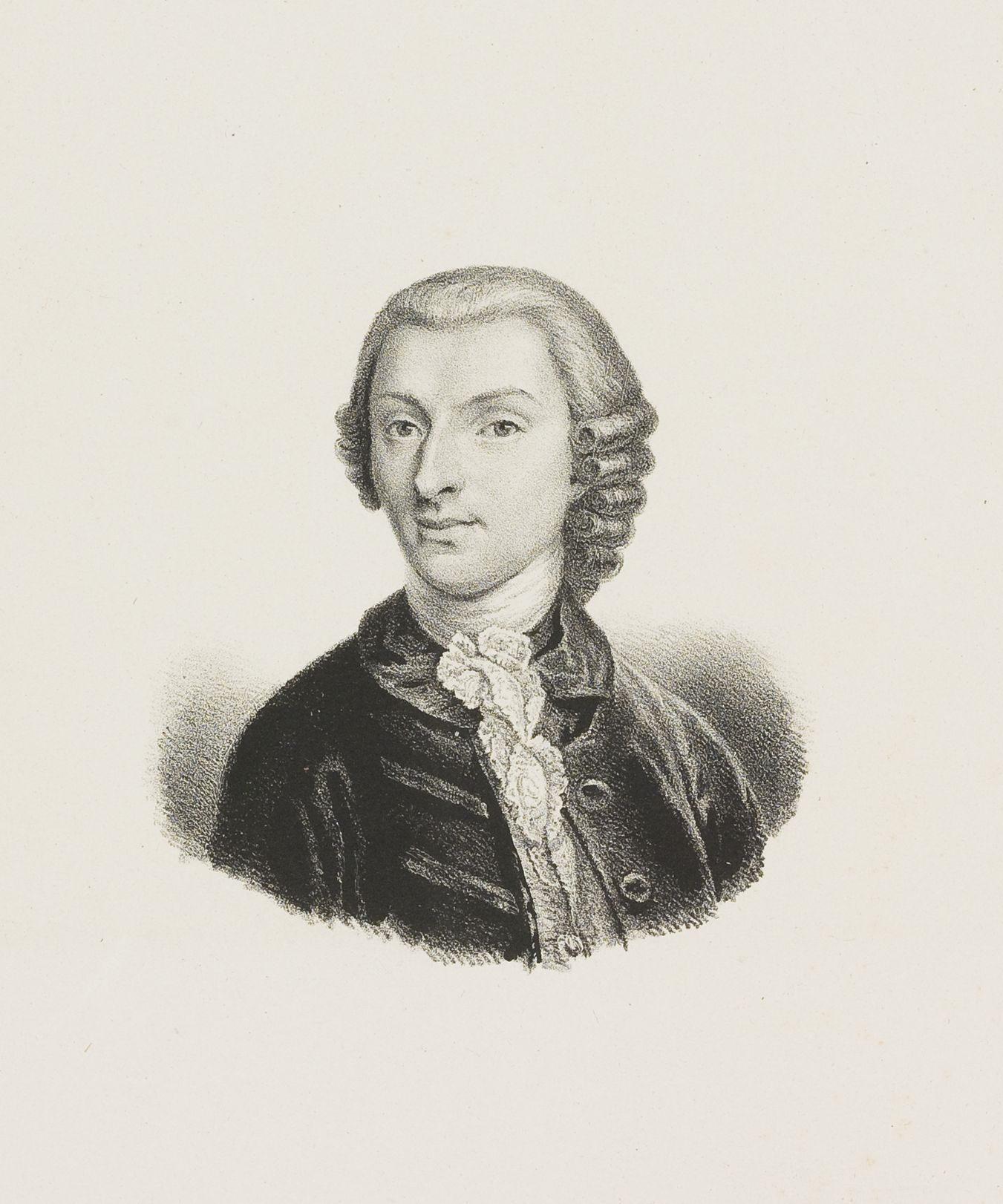
J. N. Götz als junger Theologe, um 1750

Christine J. Hautt geb. Cäsar verh. Götz, um 1750

1747 wurde Götz Feldprediger beim Régiment Royal-Allemand in Nancy, mit dem er den Feldzug nach Flandern und Brabant unternahm; seine freie Zeit verbrachte er mit Reisen ins nahe Holland und mit Studien. Nach dem Frieden von Aachen (1748) kehrte er nach Deutschland zurück, wo er 1751 die lutherische Pfarrstelle im zweibrückischen Hornbach erhielt und im gleichen Jahr die Witwe seines Amtsvorgängers Hautt heiratete; die Wanderjahre waren damit abgeschlossen. 1754 wurde er Oberpfarrer und Inspektor in Meisenheim, dann 1759 (1761?) Oberkonsistorialrat im zunächst zweibrückischen, seit 1776 baden-durlachischen Amtsort Winterburg am Soonwald bei Bad Kreuznach und im gleichen Jahr Superintendent ebenda. Weitere Beförderungen und Versetzungen im Umland schlug Götz aus, um sich der Familie, seiner Gemeinde und seiner Dichtung zu widmen; Pläne, sich in größere Städte, so u. a. als Hofprediger nach Halberstadt oder in die Nähe von Berlin berufen zu lassen, zerschlugen sich. Von der großen Literatur und ihren Bewegungen abgeschnitten, förderte Götz dennoch von Winterburg aus den „Bauerndichter“ Isaak Maus und den Kreuznacher Maler und Dichter Maler Müller.

### Spätere Jahre, Tod
Der empfindsame und galante Lyriker Götz starb 1781 im Alter von 60 Jahren, trotz glücklicher Ehe- und Familienverhältnisse voller Melancholie und Todesahnungen und mit Sorgen um die Zukunft der Familie und die große, pietistisch orientierte und karge Gemeinde, an einem Schlaganfall. Karl Wilhelm Ramlers Bekanntem und Schüler Karl Ludwig von Knebel, der Götz in Winterburg aufsuchte, verdanken wir einen anschaulichen Bericht über die Lebensumstände des Autors in seinem idyllischen, aber weltabgeschiedenen Refugium.

### Das literarische Werk
Götz’ Werke bestehen aus zahlreichen lyrischen Werken und Übersetzungen, von denen die des Anakreon aus dem Griechischen, des Gresset und Montesquieu aus dem Französischen die bedeutendsten sind. Seine anmutig-graziösen, zierlichen, leichten und melodiösen Verse ohne tieferen persönlichen Gehalt, zum Teil auch heikel oder ans Frivole grenzend, entsprachen dem galanten Zeitgeschmack. Als Übersetzer französischer und griechischer Autoren ist er kaum zu überschätzen und verlieh nach der Gedankenschwere des literarischen Barock dem Lebensgefühl des Rokoko und der Aufklärung wortgewandt Ausdruck.
Götz übersetzte zusammen mit Uz als erster sämtliche Oden des Anakreon ins Deutsche (1746); er zählt damit zu den bedeutendsten anakreontischen Dichtern. Als Übersetzer französischer Autoren machte er die Gattungen des Madrigals, des Trioletts und des Rondeaus durch ebenso galante wie gekonnte Übertragungen und Nachempfindungen auch in Deutschland literaturfähig, wofür ihn Preußenkönig Friedrich II. (Preußen) in seiner Littérature allemande (1781) lobte. Als Schriftsteller hoch geschätzt, rühmten Christoph Martin Wieland, Johann Gottfried Herder, Johann Heinrich Voß, Lessing, Goethe, Johann Heinrich Merck, später noch Eduard Mörike seine Formgewandtheit, seine Bildhaftigkeit und sein poetisches Gefühl. Die Melodik seiner Verse inspirierte 37 Komponisten zu Vertonungen, darunter Johann Friedrich Reichardt und Joseph Haydn.

„Geschmack, Grazie und anmutige Behandlung der Sprache wie der Form zeichnen ihn besonders aus, da sie mit ächtem Gefühl Hand in Hand gehen. Es war zwar nur ein beschränkter Kreis, in welchem er sich, seine Fähigkeiten und Kräfte genau kennend, bewegte, aber innerhalb desselben leistete er Vortreffliches, das mit Recht darauf Anspruch machen kann, vor gänzlicher Vergessenheit bewahrt zu werden.“

### Probleme der Textüberlieferung

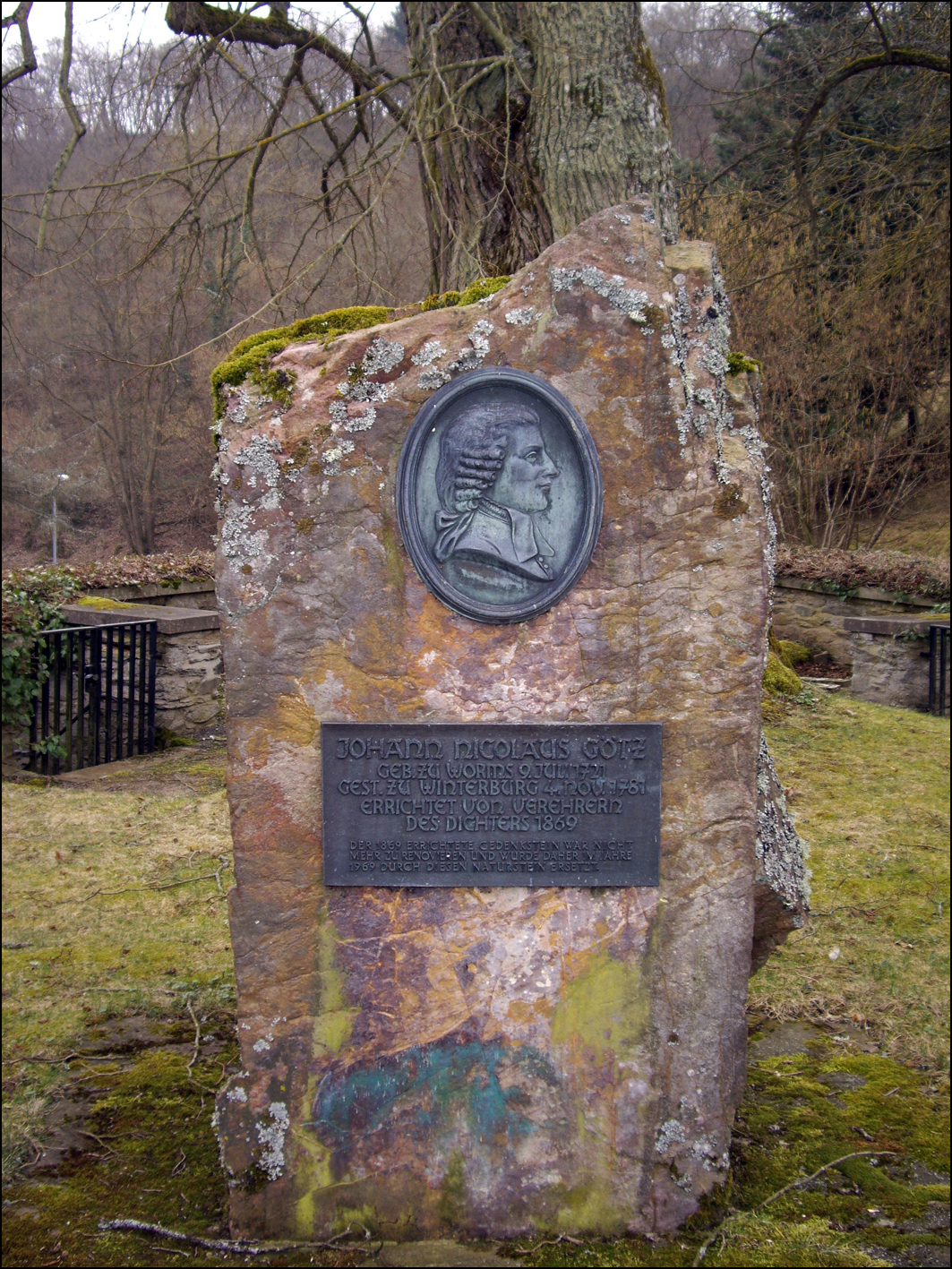
Gedenkstein an Stelle der Grabstätte auf dem Friedhof in Winterburg

Götz hatte von Anfang an, vor allem aber seit seiner Anstellung als Pfarrer in einer protestantischen Gemeinde auf dem flachen Land, jedes Publikwerden seiner dichterischen Tätigkeit ängstlich vermieden; auch aus Bescheidenheit und aus einer stoischen Lebenshaltung heraus (gr. lathe biosas, „Lebe im Verborgenen“) ließ er seinem Redaktor und Revisor Karl Wilhelm Ramler, dem „Deutschen Horaz“, freie Hand bei der Bearbeitung seiner Schriften sowie der Art ihrer Veröffentlichung. Seine Gedichte erschienen daher nach Ramlers Textredaktion anonym oder unter Kürzeln („Q“, „Y“ u. a. m.) in Musenalmanachen und Sammlungen und erregten selbst in dieser Bearbeitung großes Aufsehen. Ramlers uns weitgehend unbekannte Zusätze und Veränderungen erschweren eine kritische Würdigung: „Götz und Kuh besitzen wir infolgedessen nur in Ramler’scher Verkleidung“. Von Lessing ist bekannt, dass er eine von ihm selbst zugestandene Bearbeitung seines Textes durch Ramler mit Bestürzung quittierte; Ramlers glättender, formalisierender, oft pedantischer Einfluss auf die Textgestalt ist nach der Auffindung von Götz’ handschriftlichen Texten (Johannes/Wisser 1986 und Oehmichen 2017) zwar weitgehend geklärt, eine kritische Ausgabe steht jedoch noch aus.
Götz’ Nachlass wurde mit Ausnahme der Manuskripte verauktioniert; da die Ramlersche Ausgabe im Verlag seines Sohnes, des Buchhändlers Christian Götz, noch nicht verkauft war, kam eine Werkausgabe letzter Hand durch Götz’ Weimarer Bewunderer nicht zustande. Seine Schriften gelangten über den Kreuznacher Schriftsteller Maler Müller und Götz’ Enkel Friedrich in den Besitz der Familie des Freiherrn von Preuschen, Osterspai/Rhein.
Götz’ Sohn Gottlieb Christian war Mitarbeiter und Nachfolger der Schwan’schen Hofbuchhandlung in Mannheim. Er war mit Schiller befreundet und Nebenbuhler des ebenfalls an der Buchhändlertochter Margarete Schwan interessierten Dichters. Bei Schwan erschienen unter anderem Schillers Räuber und Beethovens frühe Kompositionen, hier wurde später auch das postume Gesamtwerk von J. N. Götz in der Ramlerschen Bearbeitung verlegt.

## Werke und Ausgaben

### Werke
- Versuch eines Wormsers in Gedichten. 32 S. Ohne Verlags- und Ortsangabe 1745. [ND 1790 und 1792 unter dem Titel Gedichte eines Wormsers.]
- Die Oden Anakreons in reimlosen Versen. Nebst einigen anderen Gedichten. (Übersetzt und herausgegeben von Johann Nikolaus Götz und Johann Peter Uz). 4 Bl., 128 S. Frankfurt. Leipzig : ohne Verlag 1746. – Johann Peter Uz (1720–1796) war anakreontischer Schriftsteller, dessen gesellig-graziöse Lyrik den heiteren Lebensgenuss preist.
- Über den Tod seines Bruders Cornelius Georg Götzens. 6 Bl. Ohne Verlags- und Ortsangabe 1747.
- J.(ean) B.(aptiste) L.(ouis) Gresset: Paperle. In vier Gesängen. (Übersetzt von Johann Nikolaus Götz). Frankfurt. Leipzig : ohne Verlagsangabe 1750. – Gresset (1709–1777), frz. Jesuit, Poet und Dramatiker aus Amiens, war für seine witzige, leichte Gelegenheitsdichtung mit stark satirischem, frivolem Einschlag bekannt. Aufgrund seiner Schriften aus dem Orden ausgestoßen, lebte er danach von einer offiziellen Pension als Theaterschriftsteller; seine geschliffenen Dialoge machten ihn berühmt. 1759 kam es zu einer Sinnesänderung und zum Bekenntnis zur Religiosität. – Johann Peter Uz (1720–1796) galt als „deutscher Gresset“ (Gleim in einem Brief an Jacobi; A. Anger, Dichtung des Rokoko, Tübingen 1969, S. 139).
- J.(ean) B.(aptiste) L.(ouis) Gresset: Ver-Vert. Übs. von J.N.Götz. In Folio. Karlsruhe 1752. - Diese Ausgabe konnte nicht verifiziert werden.
- Montesquieu: Der Tempel zu Gnidus. Aus dem Französischen des Gresset. Karlsruhe 1759. – Montesquieu (1689–1755), frz. Jurist, Parlamentsrat und Akademiemitglied, war durch seine satirischen „Persischen Briefe“ (1721), das geschichtsphilosophische Werk „Größe und Verfall der Römer“ (1734) und vor allem das staatsrechtliche bedeutsame Werk „Geist der Gesetze“ (1748) europaweit bekannt. – Der philosophisch-satirische Roman „Der Tempel von Gnidus“ gehört zu Montesquieus „reizvollsten erzählerischen Schriften“ (Brockhaus in Text und Bild Edition 2002).
- Die Gedichte Anakreons und der Sappho Oden. Aus dem Griechischen übersetzt und mit Anmerkungen begleitet. 228 S. Karlsruhe : Macklot 1760. – Faksimiledruck nach der Ausgabe von 1760 mit einem Nachwort von Herbert Zeman. (Deutsche Neudrucke. Reihe Texte des 18. Jahrhunderts). Stuttgart : Metzler 1970. Die von Uz und Götz gemeinsam übersetzte Ausgabe erschien zuerst 1746. Bei der vorliegenden Ausgabe von 1760 handelt es sich um die zweite, erweiterte Ausgabe aus Götzens Feder.
- Die Mädchen-Insel. Eine Elegie. 15 S. Ohne Orts- und Verlagsangabe 1773.

### Posthume Ausgaben
- Vermischte Gedichte. Hrsg. von Karl Wilhelm Ramler. 3 Bde. Mannheim : Schwanische Hofbuchhandlung 1785.
- Vermischte Gedichte. 2 Teile. Wien. Prag : Haas 1805.
- Vermischte Gedichte. Neueste Auflage. 2 Tle. in 1. Wien : Bauer 1817.
- Friedrich Götz: Geliebte Schatten. 1858. (Enthält faksimilierte Gedichte in ihrer ursprünglichen Form).
- Gedichte von Johann Nikolaus Götz aus den Jahren 1745–1765 in ursprünglicher Gestalt. Hgb. von Carl Schüddekopf. (Die deutsche Litteratur des 18. und 19. Jahrhunderts. Bd. 42). Stuttgart : Göschen 1893. ND Nendeln/Liechtenstein : Kraus 1968. - Enthält 99 Gedichte in ursprünglicher Gestalt.
- Briefe von und an Johann Nikolaus Götz. Wolfenbüttel : Zwissler 1893. Digitalisat

### Vertonungen
- Joseph Haydn: „Die Harmonie in der Ehe (Goetz)“. In: Die drei- und vierstimmigen Gesänge. Hgb. Von Bernhard Paumgartner. BA 901. Kassel. Basel : Bärenreiter 1967. - „O wunderbare Harmonie - was er will, will auch sie. Er bechert gern, er lombert gern, er hat den Beutel gern und spielet gern den Herrn … auch das ist ihr Gebrauch“, eine vertonte Satire auf ein Ehepaar, das dieselben Schwächen hat.
- Karl Sieber: „Die Harmonie in der Ehe“: Joseph Haydn vertont ein Gedicht des Hornbacher Pfarrers Johann Nikolaus Götz. In: Heimatkalender für das Pirmasenser und Zweibrücker Land 2001.